# Larry Gelbart
Larry Gelbart est un producteur, réalisateur et scénariste américain, né le 25 février 1928 à Chicago, dans l'Illinois (États-Unis) et décédé le 11 septembre 2009.

## Filmographie

### comme scénariste
- 1950 : Your Show of Shows (en) (série télévisée)
- 1954 : Caesar's Hour (en) (série télévisée)
- 1960 : Hooray for Love (TV)
- 1962 : L'Inquiétante dame en noir (The Notorious Landlady)
- 1963 : Judy and Her Guests, Phil Silvers and Robert Goulet (TV)
- 1966 : Un mort en pleine forme (The Wrong Box)
- 1966 : Deux Minets pour Juliette ! (Not with My Wife, You Don't!) de Norman Panama
- 1968 : La Ceinture de chasteté (La cintura di castità)
- 1969 : Un couple pas ordinaire (Ruba al prossimo tuo)
- 1977 : Bon Dieu !  (Oh, God!), de Carl Reiner
- 1978 : Movie Movie
- 1980 : Le lion sort ses griffes (Rough Cut)
- 1981 : Les Voisins (Neighbors)
- 1982 : Tootsie
- 1984 : C'est la faute à Rio (Blame It on Rio)
- 1997 : Weapons of Mass Distraction (en) (TV)
- 2000 : C-Scam
- 2000 : Endiablé (Bedazzled)
- 2003 : Pancho Villa dans son propre rôle (And Starring Pancho Villa as Himself) (TV)

### comme producteur
- 1971 : The Marty Feldman Comedy Machine (en) (série télévisée)
- 1974 : If I Love You, Am I Trapped Forever? (TV)
- 1980 : United States (en) (série télévisée)
- 1983 : AfterMASH (série télévisée)
- 1984 : C'est la faute à Rio (Blame It on Rio)
- 1985 : The 57th Annual Academy Awards (TV)
- 1997 : Weapons of Mass Distraction (en) (TV)
- 2002 : Corsairs (TV)
- 2003 : Pancho Villa dans son propre rôle (And Starring Pancho Villa as Himself) (TV)

### comme réalisateur
- 2000 : C-Scam